# Friedrich Moritz Heymann

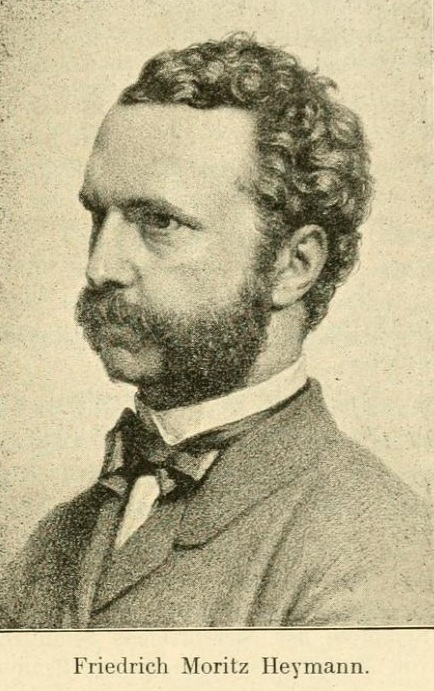
Friedrich Moritz Heymann (1828–1870)

Friedrich Moritz Heymann (* 24. Mai 1828 in Schneeberg; † 21. Oktober 1870 in Dresden) war ein deutscher Mediziner und Augenarzt. Er gilt als Reformer der Augenheilkunde im Königreich Sachsen.

## Leben
Friedrich Moritz Heymann war der dritte Sohn des Oberpfarrers der Schneeberger spätgotischen evangelischen Hallenkirche St. Wolfgang und späteren Konsistorialrates und Superintendenten der Dresdner Kreuzkirche Christian Moritz Heymann (1796–1854) und dessen Ehefrau Anna Caroline, geb. Güntz. Er besuchte nach dem Umzug der Familie 1833 nach Dresden ab 1840 die Kreuzschule, studierte ab 1847 an der Universität Leipzig und promovierte am 9. Juli 1850 in Leipzig mit „Censura prima“ mit einer Dissertation über Milz-Tumore.
Ab Juli 1850 war er auf Grand Tour in Prag, Wien, Paris und London und lernte in Wien dabei Albrecht von Graefe kennen, mit dem ihn ab dieser Zeit eine lebenslange Freundschaft verband. Er hospitierte 1851 einige Monate bei von Graefe in Berlin, bildete sich praktisch und theoretisch intensiv im Bereich der Augenkunde weiter, lernte den Schmalmesserschnitt zur Cataract-Operation und das
Spiegeln des Augenhintergrundes und ließ sich noch im gleichen Jahr als Augenarzt in Dresden nieder. Im Jahr 1852 trat er in die Diakonissen-Anstalt als Hilfsarzt der Augenabteilung ein, wurde 1858 Oberarzt und wirkte ab 1859 als Leitender Augenarzt.
Friedrich Moritz Heymann war seit 1852 Mitglied der zu dieser Zeit von Friedrich August von Ammon geführten und später von 1864 bis 1865 von ihm selbst geleiteten Gesellschaft für Natur- und Heilkunde in Dresden. Er wurde unter der Präsidentschaft von Carl Gustav Carus am 20. Dezember 1863 unter der Matrikel-Nr. 2008 mit dem akademischen Beinamen Himly II. zum Mitglied der Kaiserlichen Leopoldino-Carolinischen Deutschen Akademie der Naturforscher gewählt. Im Juni 1870 wurde er zum königlich sächsischen Hofrat ernannt.
Er war seit 19. Oktober 1852 mit Johanna Grahl († 1870), der Tochter eines geheimen Kriegsrats, verheiratet. Das Ehepaar hatte vier Kinder.
Friedrich Moritz Heymann wurde am 24. Oktober 1870 in Dresden beigesetzt, wobei die Rede vor dem offenen Sarg und im Trauerhaus von seinem Beichtvater, dem Dresdner Hofprediger Bernhard Adolph Langbein (1815–1873) gehalten wurde. 
Von seiner Korrespondenz sind an der Sächsischen Landesbibliothek – Staats- und Universitätsbibliothek Dresden im Nachlass der Familie Schnorr von Carolsfeld zwei von ihm an den Professor an der Kunstakademie Dresden und Leiter der Dresdner Gemäldegalerie Julius Schnorr von Carolsfeld geschriebene Briefe und in den Sammlungen von Dokumenten, Briefen etc. ein an den Leibarzt am sächsischen Königshof Albert Gustav Carus sowie zwei an den Präsidenten der Leopoldina Carl Gustav Carus gerichtete Briefe überliefert.

## Schriften
- De lienis tumore. Dissertatio Inauguralis Medica. Publice Defendet Fridericus Mauritius Heymann, Schneebergensis Medicinae Candidatus, Typis Societ. Typogr., 27 Seiten; 8°, Lipsiae 1850
- Ein Fall spontaner Freibeweglichkeit der Linse. In: Gesellschaft für Natur- und Heilkunde in Dresden: Ihrem hochverehrten Mitgliede, Herrn Dr. Carl Gustav Carus ... widmet zur Feier seines funfzigjaehrigen Doctor-Jubilaeum am 20. December 1861 diese Denkschrift die Gesellschaft für Natur- und Heilkunde in Dresden. Teubner, Dresden 1861: 21–28 (MDZ); Sonderdruck: (archive.org)
- Die Autoskopie des Auges und eine neue Methode derselben. Engelmann, Leipzig 1863 (archive.org)
- Die empfindende Netzhautschicht. Ein Beitrag zur Erkenntniss des Sehvorgangs. Nova acta Academiae Caesareae Leopoldino-Carolinae Germanicae Naturae Curiosorum, 30, 7, Blochmann, Dresden 1864 (biodiversitylibrary.org)
- Das Auge und seine Pflege im gesunden und kranken Zustande. Nebst einer Anweisung über Brillen. J. J. Weber, Leipzig 1870 (ub.uni-leipzig.de)